# Dicranoloma punctulatum
Dicranoloma punctulatum är en bladmossart som beskrevs av Renauld in Paris 1904. Dicranoloma punctulatum ingår i släktet Dicranoloma och familjen Dicranaceae. Inga underarter finns listade i Catalogue of Life.